# Parco nazionale marino di Zante
Il Parco nazionale marino di Zante (in lingua greca: Εθνικό Θαλάσσιο Πάρκο Ζακύνθου), istituito il 22 dicembre 1999, è il primo parco nazionale marino della Grecia. È stato istituito per la protezione di uno dei maggiori siti di nidificazione nel Mediterraneo della tartaruga marina Caretta caretta.

## Territorio
L'area protetta include il golfo di Laganas e gli isolotti di Marathonissi (nella foto) e Pelouso, sulla costa meridionale di Zante, e le isole Strofadi, due piccole isole situate a circa 30 miglia a sud di Zante.
L'area, con una media di oltre 1300 nidi all'anno, è considerato uno dei siti più importanti per la deposizione delle uova della Caretta caretta in tutto il Mediterraneo.